# Incaspis tachymenoides
Incaspis tachymenoides — вид змій родини полозових (Colubridae). Мешкає в Перу і Чилі.

## Поширення і екологія
Incaspis tachymenoides мешкають в прибережних районах та на західних схилах Анд на південному заході Перу (Мокеґуа і Такна) та на півночі Чилі (Арика-і-Паринакота, Тарапака). Вони живуть в пустелі Атакама, де трапляються в хмарних прибережних оазах ломас, в більш сухих заростях Tillandsia та в прибережних водно-болотних угіддях. Зустрічаються на висоті до 3350 м над рівнем моря.